# Gustaf Risberg
Nils David Gustaf Risberg, född den 10 juli 1905 i Revsunds församling, Jämtlands län, död den 17 januari 1996 i Gävle, var en svensk präst. Han var bror till Bertil och Sten Risberg.
Risberg avlade studentexamen i Lund 1926, teologisk-filosofisk examen i Göteborg 1928 och teologie kandidatexamen i Uppsala 1932. Han prästvigdes i Härnösand 1932. Risberg blev pastorsadjunkt i Björna 1932, och i Sollefteå samma år, vice pastor i Fjällsjö 1933, vice komminister i Torp sistnämnda år och i Borgsjö 1934, kyrkoadjunkt i Torp sistnämnda år, stiftsadjunkt i Härnösand 1936, komminister i Skön 1951 och kyrkoherde i Staffans församling i Gävle 1960. Han var militärpastor vid Härnösands kustartilleridetachement 1945–1951 och predikant vid länssanatoriet i Sköns församling 1951–1960. Risberg blev stiftsombud för Lutherhjälpen 1951 och ledamot av Lutherska världsförbundets svenska sektion 1965. Han var ledamot av stadsfullmäktige i Härnösand 1948–1950. Risberg publicerade Sjömän, luffare och kyrkfolk. Drag ur Carl Claréus liv (1942) och Vår psalmbok, dess historia och skalder (1948, 4:e upplagan 1959) samt ett flertal artiklar i minnesböcker och dagspress. Han blev ledamot av Nordstjärneorden 1964. Risberg vilar på Gävle gamla kyrkogård.